# Католицизм на Гаити
Католицизм на Гаити. Католическая церковь Гаити является частью всемирной Католической церкви. Численность католиков Гаити составляет около 6,6 миллионов человек (86 % от общей численности населения) по данным Католической энциклопедии; 6,7 миллионов человек по данным сайта Catholic Hierarchy, 55 % населения по данным Всемирной книги фактов ЦРУ. Население Гаити широко использует синкретические религиозные практики со смесью христианских и традиционных африканских верований, в первую очередь вуду.

## История
Остров Гаити стал одной из первых земель Нового Света, открытых экспедицией Колумба в 1492 году, и получил название «Эспаньола». Со временем он стал ареной борьбы испанских и французских колонизаторов. В 1697 году остров был разделён между испанцами и французами, западная часть отошла к Франции и получила имя Сен-Доминик. В XVI—XVIII веках на остров массово завозились чернокожие рабы из Африки, которые со временем образовали большинство населения.
Первая католическая миссия, которую возглавляли капуцины, появилась на Гаити в 1681 году. С 1704 по 1763 года их сменили иезуиты, в 1768 году на остров вновь вернулись капуцины.
В 1804 году после гаитянской революции была провозглашена независимость, большинство белого населения либо бежало, либо было вырезано. С 1804 по 1860 год страна не имела дипломатических отношений со Святым Престолом. Только в марте 1860 года был заключён конкордат между папой Пием IX и президентом Ф. Жеффраром. По его результатам была учреждена архиепархия Порт-о-Пренса и несколько других епархий. Ведущая роль в католической жизни страны принадлежала французскому духовенству и французским монашеским орденам.
С 1915 по 1934 года Республика Гаити была оккупирована США, с 1957 года в стране утвердился диктаторский режим Ф. Дювалье. При Дювалье отношения Гаити со Святым Престолом резко ухудшились, из страны были высланы епископ Огюстен и священники, несогласные с диктаторской политикой Дювалье. При правлении сына и наследника Ж.-К. Дювалье отношения немного нормализовались, стал возможен визит папы Иоанна Павла II в 1983 году.
В 80-е годы большую популярность в Гаити завоевала общественная деятельность священника из ордена салезианцев Жана-Бертрана Аристида, однако его радикальные взгляды, во многом связанные с теологией освобождения, привели к его исключению из ордена салезианцев. В 1990 году Аристид был избран президентом и начал программу реформ, направленную в первую очередь на сокращение нищеты, которая прочно принесла Гаити журналистский штамп «самая бедная страна Западного полушария». В 1991 году Аристид был свергнут в результате военного переворота, жертвами последовавшего террора стали многие католические священники. Аристид был восстановлен во власти при помощи военных США, в страну введён миротворческий контингент. Аристид был свергнут в 2004 году в результате народного восстания.
12 января 2010 года в Гаити произошло катастрофическое землетрясение. Погибло больше 200 тысяч человек, в числе которых большое число духовенства, включая действующего архиепископа Порт-о-Пренса Жозефа-Сержа Мио (en:Joseph Serge Miot). Большое число церквей, включая кафедральный собор Порт-о-Пренса, превратились в руины. К 2020 году собор так и не был до конца восстановлен. В 2014 году епископ Шибли Ланглуа стал первым в истории гаитянским кардиналом.

## Современное состояние
По данным Католической церкви католики составляют более 80 % населения страны, однако на Гаити очень сильны пережитки африканских культов, многие католики являются таковыми лишь номинально. В стране существует две архиепархии-митрополии — архиепархия Порт-о-Пренса и архиепархия Кап-Аитьена, им подчинены ещё 8 епархий. В стране служит 691 священник, функционируют 296 приходов.